# Leichtathletik-Halleneuropameisterschaften 2007
Die 29. Leichtathletik-Halleneuropameisterschaften fanden vom 2. bis 4. März 2007 in der National Indoor Arena in Birmingham statt.

## Ergebnisse Männer

### 60 m
| Platz | Athlet               | Land | Zeit (s) |
| ----- | -------------------- | ---- | -------- |
| 1     | Jason Gardener       | GBR  | 6,51 EL  |
| 2     | Craig Pickering      | GBR  | 6,59     |
| 3     | Ronald Pognon        | FRA  | 6,60     |
| 4     | Matic Osovnikar      | SLO  | 6,63     |
| 5     | Michail Jegoritschew | RUS  | 6,65     |
| 6     | Fabio Cerutti        | ITA  | 6,65     |
| 7     | Paul Hession         | IRL  | 6,68     |
|       | Ryan Scott           | GBR  | DQ       |

Datum: 4. März, 16:20 Uhr

### 400 m
| Platz | Athlet           | Land | Zeit (s)     |
| ----- | ---------------- | ---- | ------------ |
| 1     | David Gillick    | IRL  | 45,52 NR, EL |
| 2     | Bastian Swillims | GER  | 45,62        |
| 3     | Robert Tobin     | GBR  | 46,15        |
| 4     | Johan Wissman    | SWE  | 46,17        |
| 5     | Andrea Barberi   | ITA  | 46,47        |
| 6     | Clemens Zeller   | AUT  | 46,64        |

Datum: 3. März, 16:20 Uhr

### 800 m
| Platz | Athlet             | Land | Zeit (min) |
| ----- | ------------------ | ---- | ---------- |
| 1     | Arnoud Okken       | NED  | 1:47,92    |
| 2     | Miguel Quesada     | ESP  | 1:47,96    |
| 3     | Maurizio Bobbato   | ITA  | 1:48,71    |
| 4     | Luis Alberto Marco | ESP  | 1:48,71    |
| 5     | Mattias Claesson   | SWE  | 1:48,72    |
| 6     | Dávid Takács       | HUN  | 1:49,28    |

Datum: 4. März, 15:10 Uhr

### 1500 m
| Platz | Athlet               | Land | Zeit (min) |
| ----- | -------------------- | ---- | ---------- |
| 1     | Juan Carlos Higuero  | ESP  | 3:44,41    |
| 2     | Sergio Gallardo      | ESP  | 3:44,51    |
| 3     | Arturo Casado        | ESP  | 3:44,73    |
| 4     | Abdelkader Bakhtache | FRA  | 3:45,54    |
| 5     | Barnabás Bene        | HUN  | 3:45,58    |
| 6     | Mounir Yemmouni      | FRA  | 3:46,11    |
| 7     | Joeri Jansen         | BEL  | 3:46,82    |
| 8     | James Thie           | GBR  | 3:47,00    |

Datum: 4. März, 15:50 Uhr

### 3000 m
| Platz | Athlet             | Land | Zeit (min) |
| ----- | ------------------ | ---- | ---------- |
| 1     | Cosimo Caliandro   | ITA  | 8:02,44    |
| 2     | Bouabdellah Tahri  | FRA  | 8:02,85    |
| 3     | Jesús España       | ESP  | 8:02,91    |
| 4     | Halil Akkaş        | TUR  | 8:03,14    |
| 5     | Mo Farah           | GBR  | 8:03,50    |
| 6     | Alistair Ian Cragg | IRL  | 8:03,70    |
| 7     | Günther Weidlinger | AUT  | 8:04,19    |
| 8     | Erik Sjöqvist      | SWE  | 8:07,44    |

Datum: 3. März, 15:40 Uhr

### 60 m Hürden
| Platz | Athlet                | Land | Zeit (s) |
| ----- | --------------------- | ---- | -------- |
| 1     | Gregory Sedoc         | NED  | 7,63     |
| 2     | Marcel van der Westen | NED  | 7,64     |
| 3     | Jackson Quiñónez      | ESP  | 7,65     |
| 4     | Andrew Turner         | GBR  | 7,67     |
| 5     | Serhij Demydjuk       | UKR  | 7,68     |
| 6     | Allan Scott           | GBR  | 7,71     |
| 7     | Robert Kronberg       | SWE  | 7,71     |
| 8     | Maksim Lynscha        | BLR  | 8,04     |

Datum: 2. März, 18:30 Uhr

### 4 × 400 m Staffel
| Platz | Land                   | Athleten                                                       | Zeit (min) |
| ----- | ---------------------- | -------------------------------------------------------------- | ---------- |
| 1     | Vereinigtes Königreich | Robert Tobin Dale Garland Philip Taylor Steven Green           | 3:07,04    |
| 2     | Russland               | Iwan Busolin Wladislaw Frolow Maxim Dyldin Artjom Sergejenkow  | 3:08,10    |
| 3     | Polen                  | Piotr Kędzia Marcin Marciniszyn Łukasz Pryga Piotr Klimczak    | 3:08,14    |
| 4     | Frankreich             | Yannick Fonsat Richard Maunier Yoann Décimus Fadil Bellaabouss | 3:10,15    |
| 5     | Rumänien               | Vasile Boboş Cătălin Cîmpeanu Bogdan Vîlcu Ioan Vieru          | 3:10,75 NR |
|       | Deutschland            | Ingo Schultz Florian Seitz Simon Kirch Bastian Swillims        | DQ         |

Datum: 4. März, 16:45 Uhr
Die deutsche Staffel hatte das Rennen ursprünglich in 3:06,26 min gewonnen. Sie wurde jedoch nach einem Protest des russischen Verbands disqualifiziert. Schlussläufer Bastian Swillims hatte seinen russischen Kontrahenten Artjom Sergejenkow regelwidrig behindert.

### Hochsprung
| Platz | Athlet                  | Land | Höhe (m) |
| ----- | ----------------------- | ---- | -------- |
| 1     | Stefan Holm             | SWE  | 2,34     |
| 2     | Linus Thörnblad         | SWE  | 2,32     |
| 3     | Martyn Bernard          | GBR  | 2,29     |
| 4     | Tomáš Janků             | CZE  | 2,25     |
| 5     | Aleksander Walerianczyk | POL  | 2,20     |
| 5     | Andrea Bettinelli       | ITA  | 2,20     |
| 7     | Andrei Tereschin        | RUS  | 2,20     |
| 8     | Oskari Frösén           | FIN  | 2,15     |
| 8     | Niki Palli              | ISR  | 2,15     |

Datum: 4. März, 14:00 Uhr

### Stabhochsprung
| Platz | Athlet               | Land | Höhe (m) |
| ----- | -------------------- | ---- | -------- |
| 1     | Danny Ecker          | GER  | 5,71     |
| 2     | Denys Jurtschenko    | UKR  | 5,71     |
| 3     | Björn Otto           | GER  | 5,71     |
| 4     | Oleksandr Kortschmid | UKR  | 5,51     |
| 5     | Tim Lobinger         | GER  | 5,51     |
| 6     | Dmitri Starodubzew   | RUS  | 5,60     |
| 6     | Jérôme Clavier       | FRA  | 5,41     |
| 6     | Spas Buchalow        | BUL  | 5,41     |

Datum: 5. März, 17:30 Uhr

### Weitsprung
| Platz | Athlet                | Land | Weite (m)   |
| ----- | --------------------- | ---- | ----------- |
| 1     | Andrew Howe           | ITA  | 8,30 NR, EL |
| 2     | Louis Tsatoumas       | GRE  | 8,02        |
| 3     | Salim Sdiri           | FRA  | 8,00        |
| 4     | Kafétien Gomis        | FRA  | 7,93        |
| 5     | Christopher Tomlinson | GBR  | 7,89        |
| 6     | Marcin Starzak        | POL  | 7,88        |
| 7     | Nils Winter           | GER  | 7,88        |
|       | Oleksandr Pazelja     | UKR  | NM          |

Datum: 4. März, 15:00 Uhr

### Dreisprung
| Platz | Athlet             | Land | Weite (m)   |
| ----- | ------------------ | ---- | ----------- |
| 1     | Phillips Idowu     | GBR  | 17,56 WL CR |
| 2     | Nathan Douglas     | GBR  | 17,47       |
| 3     | Alexander Sergejew | RUS  | 17,15       |
| 4     | Mykola Sawolajnen  | UKR  | 16,98       |
| 5     | Nelson Évora       | POR  | 16,97       |
| 6     | Alexandr Petrenko  | RUS  | 16,96       |
| 7     | Wiktor Kusnjezow   | UKR  | 16,92       |
| 8     | Jewgeni Plotnir    | RUS  | 16,85       |

Datum: 3. März, 13:35 Uhr

### Kugelstoßen
| Platz | Athlet              | Land | Weite (m)    |
| ----- | ------------------- | ---- | ------------ |
| 1     | Mikuláš Konopka     | SVK  | 21,57 NR, EL |
| 2     | Pawel Lyschyn       | BLR  | 20,82        |
| 3     | Joachim Olsen       | DEN  | 20,55        |
| 4     | Robert Häggblom     | FIN  | 20,26        |
| 5     | Conny Karlsson      | FIN  | 20,09        |
| 6     | Miran Vodovnik      | SLO  | 19,46        |
| 7     | Gaëtan Bucki        | FRA  | 18,72        |
| -     | Andrej Michnewitsch | BLR  | DOP          |

Datum: 2. März, 16:50 Uhr
Wegen anhaltenden Dopings wurden alle Ergebnisse von Andrej Michnewitsch – hier ein fünfter Platz – seit dem August 2005 annullierte.

### Siebenkampf
| Platz | Athlet              | Land | Punkte  |
| ----- | ------------------- | ---- | ------- |
| 1     | Roman Šebrle        | CZE  | 6196 WL |
| 2     | Alexandr Pogorelow  | RUS  | 6127    |
| 3     | Andrej Krautschanka | BLR  | 6090    |
| 4     | Dennis Leyckes      | GER  | 5962    |
| 5     | Jacob Minah         | GER  | 5896    |
| 6     | Romain Barras       | FRA  | 5883    |
| 7     | Rudy Bourguignon    | FRA  | 5737    |
| 8     | François Gourmet    | BEL  | 5721    |

Datum: 3.–4. März
Der Siebenkampf besteht aus den Disziplinen 60-Meter-Lauf, Weitsprung, Kugelstoßen, Hochsprung, 60-Meter-Hürdenlauf, Stabhochsprung und 1000-Meter-Lauf.

## Ergebnisse Frauen

### 60 m
| Platz | Athletin            | Land | Zeit (s) |
| ----- | ------------------- | ---- | -------- |
| 1     | Kim Gevaert         | BEL  | 7,12     |
| 2     | Jewgenija Poljakowa | RUS  | 7,18     |
| 3     | Daria Onyśko        | POL  | 7,20     |
| 4     | Jeanette Kwakye     | GBR  | 7,20     |
| 5     | Tesdschan Naimowa   | BUL  | 7,22     |
| 6     | Ekaterini Thanou    | GRE  | 7,26     |
| 7     | Susanna Kallur      | SWE  | 7,29     |
| 8     | Magdalena Christowa | BUL  | 7,33     |

Datum: 4. März, 16:05 Uhr

### 400 m
| Platz | Athletin            | Land | Zeit (s)     |
| ----- | ------------------- | ---- | ------------ |
| 1     | Nicola Sanders      | GBR  | 50,02 WL, NR |
| 2     | Ilona Ussowitsch    | BLR  | 51,00        |
| 3     | Olesja Sykina       | RUS  | 51,69        |
| 4     | Angela Moroșanu     | ROU  | 51,93        |
| 5     | Tatjana Weschkurowa | RUS  | 51,96        |
| 6     | Grażyna Prokopek    | POL  | 52,86        |

Datum: 3. März, 16:10 Uhr

### 800 m
| Platz | Athletin           | Land | Zeit (min) |
| ----- | ------------------ | ---- | ---------- |
| 1     | Oxana Sbroschek    | RUS  | 1:59,23    |
| 2     | Tetjana Petljuk    | UKR  | 1:59,84    |
| 3     | Jolanda Čeplak     | SLO  | 2:00,00    |
| 4     | Marilyn Okoro      | GBR  | 2:00,20    |
| 5     | Jennifer Meadows   | GBR  | 2:00,25    |
| 6     | Brigita Langerholc | SLO  | 2:01,24    |

Datum: 4. März, 14,55 Uhr

### 1500 m
| Platz | Athletin            | Land | Zeit (min) |
| ----- | ------------------- | ---- | ---------- |
| 1     | Lidia Chojecka      | POL  | 4:05,13    |
| 2     | Natalja Pantelejewa | RUS  | 4:06,04    |
| 3     | Olessja Tschumakowa | RUS  | 4:06,48    |
| 4     | Helen Clitheroe     | GBR  | 4:08,60    |
| 5     | Mayte Martínez      | ESP  | 4:09,18    |
| 6     | Natalija Tobias     | UKR  | 4:09,62    |
| 7     | Sonja Roman         | SLO  | 4:11,57    |
| 8     | Cristina Vasiloiu   | ROU  | 4:13,63    |

Datum: 3. März, 15:55 Uhr

### 3000 m
| Platz | Athletin            | Land | Zeit (min) |
| ----- | ------------------- | ---- | ---------- |
| 1     | Lidia Chojecka      | POL  | 8:43,25    |
| 2     | Marta Domínguez     | ESP  | 8:44,40    |
| 3     | Silvia Weissteiner  | ITA  | 8:44,81 NR |
| 4     | Sabrina Mockenhaupt | GER  | 8:45,77    |
| 5     | Lisa Dobriskey      | GBR  | 8:47,25    |
| 6     | Joanne Pavey        | GBR  | 8:54,94    |
| 7     | Mary Cullen         | IRL  | 9:00,42    |
| 8     | Dolores Checa       | ESP  | 9:04,83    |

Datum: 4. März, 15:25 Uhr

### 60 m Hürden
| Platz | Athletin            | Land | Zeit (s) |
| ----- | ------------------- | ---- | -------- |
| 1     | Susanna Kallur      | SWE  | 7,87     |
| 2     | Alexandra Antonowa  | RUS  | 7,94     |
| 3     | Kirsten Bolm        | GER  | 7,97     |
| 4     | Irina Schewtschenko | RUS  | 8,01     |
| 5     | Sara McGreavy       | GBR  | 8,04     |
| 6     | Reïna-Flor Okori    | FRA  | 8,08     |
| 7     | Aurelia Trywiańska  | POL  | 8,25     |
| 8     | Eline Berings       | BEL  | 8,56     |

Datum: 2. März, 18:20 Uhr

### 4 × 400 m Staffel
| Platz | Land                   | Athletinnen                                                                  | Zeit (min)     |
| ----- | ---------------------- | ---------------------------------------------------------------------------- | -------------- |
| 1     | Belarus                | Juljana Juschtschanka Iryna Chljustawa Ilona Ussowitsch Swjatlana Ussowitsch | 3:27,83 NR, CR |
| 2     | Russland               | Olesja Sykina Natalja Iwanowa Schanna Kaschtschejewa Natalja Antjuch         | 3:28,16        |
| 3     | Vereinigtes Königreich | Emma Duck Nicola Sanders Kim Wall Lee McConnell                              | 3:28,69 NR     |
| 4     | Polen                  | Zuzanna Radecka Aneta Lemiesz Agnieszka Karpiesiuk Grażyna Prokopek          | 3:30,31        |
| 5     | Deutschland            | Claudia Hoffmann Jana Neubert Anja Pollmächer Jonna Tilgner                  | 3:32,46        |
|       | Ukraine                | Ksenija Karandjuk Oksana Iljuschkina Olha Saworodnja Oleksandra Peitschewa   | DQ             |

Datum: 4. März, 16:30 Uhr

### Hochsprung
| Platz | Athletin              | Land | Höhe (m)        |
| ----- | --------------------- | ---- | --------------- |
| 1     | Tia Hellebaut         | BEL  | 2,05 WL, NR, CR |
| 2     | Antonietta Di Martino | ITA  | 1,96            |
| 3     | Ruth Beitia           | ESP  | 1,96            |
| 4     | Blanka Vlašić         | CRO  | 1,92            |
| 5     | Melanie Skotnik       | FRA  | 1,92            |
| 5     | Anna Tschitscherowa   | RUS  | 1,92            |
| 7     | Marta Mendía          | ESP  | 1,87            |
|       | Wenelina Wenewa       | BUL  | DQ              |

Datum: 3. März, 13:15 Uhr
Die ursprünglich Drittplatzierte Wenelina Wenewa (1,96 m) wurde wegen eines positiven Dopingtests nachträglich disqualifiziert.

### Stabhochsprung
| Platz | Athletin              | Land | Höhe (m) |
| ----- | --------------------- | ---- | -------- |
| 1     | Swetlana Feofanowa    | RUS  | 4,76     |
| 2     | Julija Golubtschikowa | RUS  | 4,71     |
| 3     | Anna Rogowska         | POL  | 4,66     |
| 4     | Pavla Rybová          | CZE  | 4,58     |
| 5     | Silke Spiegelburg     | GER  | 4,48     |
| 6     | Julia Hütter          | GER  | 4,23     |
| 6     | Róza Kasprzak         | POL  | 4,23     |
| 6     | Vanessa Boslak        | FRA  | 4,23     |

Datum: 4. März, 14:05 Uhr

### Weitsprung
| Platz | Athletin            | Land | Weite (m)   |
| ----- | ------------------- | ---- | ----------- |
| 1     | Naide Gomes         | POR  | 6,89 WL, NR |
| 2     | Concepción Montaner | ESP  | 6,69        |
| 3     | Denisa Šcerbová     | CZE  | 6,64 NR     |
| 4     | Bianca Kappler      | GER  | 6,63        |
| 5     | Jelena Sokolowa     | RUS  | 6,53        |
| 6     | Alina Militaru      | ROU  | 6,45        |
| 7     | Wiktorija Rybalko   | UKR  | 6,44        |
| 8     | Ineta Radēviča      | LAT  | 6,40        |

Datum: 3. März, 15:15 Uhr

### Dreisprung
| Platz | Athletin           | Land | Weite (m)    |
| ----- | ------------------ | ---- | ------------ |
| 1     | Carlota Castrejana | ESP  | 14,64 NR, EL |
| 2     | Olessja Bufalowa   | RUS  | 14,50        |
| 3     | Teresa Nzola Meso  | FRA  | 14,49 NR     |
| 4     | Oxana Udmurtowa    | RUS  | 14,41        |
| 5     | Adelina Gavrilă    | ROU  | 14,19        |
| 6     | Dana Velďáková     | SVK  | 14,13        |
| 7     | Marija Dimitrowa   | BUL  | 14,03        |
| 8     | Natallja Safronawa | BLR  | 13,82        |

Datum: 4. März, 13:15 Uhr

### Kugelstoßen
| Platz | Athletin             | Land | Weite (m) |
| ----- | -------------------- | ---- | --------- |
| 1     | Assunta Legnante     | ITA  | 18,92     |
| 2     | Irina Chudoroschkina | RUS  | 18,50     |
| 3     | Olga Rjabinkina      | RUS  | 18,16     |
| 4     | Julija Leanzjuk      | BLR  | 18,10     |
| 5     | Laurence Manfredi    | FRA  | 18,02     |
| 6     | Anna Omarowa         | RUS  | 17,98     |
| 7     | Jessica Cérival      | FRA  | 16,51     |
| 8     | Helena Engman        | SWE  | 16,09     |

Datum: 4. März, 12:45 Uhr

### Fünfkampf
| Platz | Athletin           | Land | Punkte  |
| ----- | ------------------ | ---- | ------- |
| 1     | Carolina Klüft     | SWE  | 4944 WL |
| 2     | Kelly Sotherton    | GBR  | 4927 NR |
| 3     | Karin Ruckstuhl    | NED  | 4801 NR |
| 4     | Austra Skujytė     | LTU  | 4750 NR |
| 5     | Natalija Dobrynska | UKR  | 4740 NR |
| 6     | Jessica Ennis      | GBR  | 4716    |
| 7     | Karolina Tymińska  | POL  | 4494    |
| 8     | Argyro Strataki    | GRE  | 4442    |

Datum: 2. März
Der Fünfkampf besteht aus den Disziplinen 60-Meter-Hürdenlauf, Hochsprung, Kugelstoßen, Weitsprung und 800-Meter-Lauf.

## Medaillenspiegel
| Medaillenspiegel Endstand nach 26 Entscheidungen | Medaillenspiegel Endstand nach 26 Entscheidungen | Medaillenspiegel Endstand nach 26 Entscheidungen | Medaillenspiegel Endstand nach 26 Entscheidungen | Medaillenspiegel Endstand nach 26 Entscheidungen | Medaillenspiegel Endstand nach 26 Entscheidungen |
| Platz                                            | Land                                             | Gold                                             | Silber                                           | Bronze                                           | Gesamt                                           |
| ------------------------------------------------ | ------------------------------------------------ | ------------------------------------------------ | ------------------------------------------------ | ------------------------------------------------ | ------------------------------------------------ |
| 1                                                | Vereinigtes Königreich                           | 4                                                | 3                                                | 3                                                | 10                                               |
| 2                                                | Italien                                          | 3                                                | 1                                                | 2                                                | 6                                                |
| 3                                                | Schweden                                         | 3                                                | 1                                                | —                                                | 4                                                |
| 4                                                | Russland                                         | 2                                                | 9                                                | 4                                                | 15                                               |
| 5                                                | Spanien                                          | 2                                                | 5                                                | 3                                                | 10                                               |
| 6                                                | Niederlande                                      | 2                                                | 1                                                | 1                                                | 4                                                |
| 7                                                | Polen                                            | 2                                                | —                                                | 3                                                | 5                                                |
| 8                                                | Belgien                                          | 2                                                | —                                                | —                                                | 2                                                |
| 9                                                | Belarus                                          | 1                                                | 2                                                | 1                                                | 4                                                |
| 10                                               | Deutschland                                      | 1                                                | 1                                                | 2                                                | 4                                                |
| 11                                               | Tschechien                                       | 1                                                | —                                                | 1                                                | 2                                                |
| 12                                               | Irland                                           | 1                                                | —                                                | —                                                | 1                                                |
| 12                                               | Portugal                                         | 1                                                | —                                                | —                                                | 1                                                |
| 12                                               | Slowakei                                         | 1                                                | —                                                | —                                                | 1                                                |
| 15                                               | Ukraine                                          | —                                                | 2                                                | —                                                | 2                                                |
| 16                                               | Frankreich                                       | —                                                | 1                                                | 3                                                | 4                                                |
| 17                                               | Griechenland                                     | —                                                | 1                                                | —                                                | 1                                                |
| 18                                               | Dänemark                                         | —                                                | —                                                | 1                                                | 1                                                |
| 18                                               | Slowenien                                        | —                                                | —                                                | 1                                                | 1                                                |

## Abkürzungen
- CR: Halleneuropameisterschaftsrekord
- EL: Europajahresbestleistung
- DQ: disqualifiziert
- NM: kein gültiger Versuch
- NR: nationaler Rekord
- PB: persönliche Bestleistung
- SB: persönliche Saisonbestleistung